# Booyah
Booyah (uitspraak: [ˈbuːjɑː]) is een nummer van het Nederlandse dj-duo Showtek uit 2013, in samenwerking met de Nederlandse producers We Are Loud en ingezongen door de eveneens Nederlandse zanger Sonny Wilson.
Het nummer werd een grote danshit in Europa, goed voor een top 30-notering in Nederland, België, Frankrijk, het Verenigd Koninkrijk, Polen en Tsjechië. In de Nederlandse Top 40 haalde "Booyah" een bescheiden 14e positie, en in de Vlaamse Ultratop 50 werd de 23e positie gehaald.